# La Traza
La Traza fue una organización española de ámbito catalán y de inspiración fascista fundada en Barcelona, en la primavera de 1923, poco antes del golpe de Estado del general Miguel Primo de Rivera. Surgió para enfrentarse al separatismo catalán y estaba sustentada en la ideología de la Milicia Voluntaria para la Seguridad Nacional del Partido Nacional Fascista y en la Sección de Asalto del Partido Nacional Socialista Obrero Alemán. Compuesta, de hecho, principalmente por oficiales de las guarniciones militares de Barcelona y la Capitanía General de Cataluña.

## Historia
Su origen nace del decaimiento del Sindicato Libre y un cierto auge del jaimismo, a modo de fuerza de choque, más radical que el somatén, contra las huelgas y los movimientos políticos y sociales democráticos dentro de la ciudad, siendo esta organización fundada por exmilitantes de la Liga Patriótica Española. Se encuadró dentro del entorno ideológico de grupos radicales establecidos en otros lugares como La Acción, del radical maurista Manuel Delgado Barreto.
Publicó su Manifiesto en julio de 1923 y se ofreció a Primo de Rivera como fuerza paramilitar para difundir e imponer la dictadura establecida por este. Primo de Rivera mantenía entonces dudas respecto a la futura estructura del Estado y a los instrumentos de apoyo que usaría o crearía, además del ejército, para mantener el poder y el control social. La Traza manifestó su voluntad en convertirse en partido político único (Federación Cívico-Somatenista). Participó con unos 300 miembros en el recibimiento dispensado a Alfonso XIII y a Miguel Primo de Rivera al regreso de su viaje a Italia el 1 de diciembre de 1923 al grito de "¡Por España!, ¡viva La Traza!". Dentro de la estrategia indecisa de Primo de Rivera, recibió a los representantes de La Traza en audiencia en diciembre de 1923. En 1924, Primo de Rivera optó por un modelo más próximo al somatén y a la estructura de su Unión Patriótica (UP), lo que provocó que la mayoría de los trazistas ingresaran obligatoriamente en la UP en abril de 1924.
Una parte de los miembros de La Traza no aceptaron su integración en UP y se incorporaron a otras formaciones radicales como Peña Ibérica, y aunque estuvieron activos aún todo el año 1925, la entidad desapareció oficialmente en 1926. Un grupúsculo se mantuvo, no obstante, hasta la llegada de la Segunda República bajo la dirección y órdenes del capitán Alberto Ardanaz, el cual desarrolló una amistad con Ramiro Ledesma, lo que provocó que los trazistas terminasen integrados dentro de las Juntas de Ofensiva Nacional Sindicalista.